# Алексєєв Дмитро Данилович
Дмитро́ Дани́лович Алексє́єв — український паралімпійський плавець.

## Життєпис
Проживає в Одеській області. Чемпіон світу 2002 року з плавання.
2004 року здобув дві золоті нагороди — 50 метрів, вільний стиль та 100 метрів, брас.
Два рази був у складі української збірної з паралімпійського плавання — в 2004 й 2008 році. Завоював сім медалей, з них чотири золоті — всі 2004-го, виграв 50 метрову дистанцію вільним стилем з новим світовим рекордом. Посів друге місце в 100 м вільним стилем; фінішував четвертим — 100 метрів на спині. У Іграх 2008 року зайняв третє місце в плаванні на 100 і 200 метрів, в плаванні 50 метрів вільним стилем зайняв шосте місце.